# China Hongqiao Group
China Hongqiao Group Limited ist ein in der Volksrepublik China ansässiges Unternehmen, das 1994 gegründet und am Hong Kong Exchange Market (HKEX Stock Code 1379) notiert wurde, das auf die Produktion von Aluminium spezialisiert ist. Hongqiao ist derzeit das größte aluminiumproduzierende Unternehmen der Welt, nachdem es im Jahr 2015 seinen Hauptkonkurrenten, das russische Unternehmen Rusal, überholt hatte.
Vorstandsvorsitzender und geschäftsführender Direktor war bis zu seinem Tod im Mai 2019 Zhang Shiping, von Forbes China zum sechst-einflussreichsten Unternehmer Chinas ernannt und vom Hurun-Report 2016 auf Platz 192 der reichsten Menschen der Welt geführt.  Sein Sohn Zhang Bo ist als CEO (Generaldirektor) von China Hongqiao tätig.
Hongqiao produziert seit 2002 Aluminium und Elektrizität, es verfügt nach eigenen Angaben über mehr als 4 Millionen Tonnen Produktionskapazität.
Das Unternehmen besitzt mehrere Tochtergesellschaften, darunter Shandong Weiqiao Aluminum Power Co., Ltd., Huimin Huihong New Aluminum Profiles Co., Ltd. und Hongqiao Investment (Hong Kong) Limited.

## Geschichte
Im Juli 1994 benannte sich die Firma Shandong Hongqiao, damals in der Produktion und im Vertrieb von Hosen tätig, in China Hongqiao Group um. Mit der Übernahme von Aluminium & Power im Juni 2006, das sich auf Thermalenergie spezialisiert hatte und im Jahr 2002 gegründet worden war, begann die Neuorientierung von Hongqiao hin zur Aluminiumproduktion wenige Monate später.
2007 erreichte die jährliche Produktionskapazität des Unternehmens ca. 301 513 Tonnen.
Im März 2011 wurde Hongqiao an der Börse in Hongkong mit 7,20 USD pro Aktie notiert. Damit wurde das Ziel verfolgt, 2,2 Milliarden USD an neuem Kapital einzusammeln. Gleichzeitig erhöhte sich die Produktionskapazität auf 1,1 Millionen Tonnen pro Jahr.
Nach eigenen Angaben des Unternehmens überschritt die jährliche Aluminiumproduktion Ende 2014 erstmals 4 Millionen Tonnen.
Im März 2016 gab Hongqiao eine Kapazitätserhöhung von 16 % an, womit die Aluminiumjahresproduktion auf 5,2 Millionen Tonnen anstieg.

## Konzernaktivitäten

### China
Die zentralen Produktionsstandorte des Konzerns in China befinden sich in Binzhou, in der Provinz Shandong.

### Indonesien
Im Rahmen eines Joint Venture mit PT Well Harvest Winning Alumina Refinery kündigte China Hongqiao Group im Dezember 2012 ein Investment über 1,5 Mrd. USD für die Schaffung einer Gesellschaft zur Herstellung von Tonerde auf Borneo mit einer erwarteten jährlichen Produktionskapazität von 2 Millionen Tonnen an.
Im Jahr 2016 öffnete das Unternehmen als Mehrheitsaktionär mit 56 % der Anteile an PT Well Harvest Alumina offiziell seine erste Fabrik in Indonesien und produzierte 1 Million Tonnen Aluminium pro Jahr. Dies war sowohl die erste chinesische Investition in eine Anlage zur Behandlung von Aluminiumoxid, als auch die erste Aluminiumfabrik, die in Indonesien erbaut wurde. Bestehend aus einem Kraftwerk und einem Seehafen in Ktapang in der Region Kalimantan, wandelt die Fabrik Bauxit in Aluminiumoxid um. Sun Xiushun, Präsident der Reederei Winning International Group und Anteilseigner des Joint Ventures, erklärte, dass das behandelte Aluminiumoxid hauptsächlich zur Deckung der Nachfrage nach Rohstoffen aus lokalen indonesischen Aluminiumhütten verwendet wird. Das verbleibende Aluminiumoxid werde demnach primär nach China, in den Nahen Osten und in andere Regionen exportiert.

### Guinea
Im Juni 2014 gab China Hongqiao Group Logistics Company Ltd. bekannt, eine Absichtserklärung über 120 Millionen USD für die Übernahme einer nicht näher identifizierten Firma im Bauxitbergbau in Guinea abgeschlossen zu haben. Das betreffende Unternehmen besitzt Bauxitförderungsrechte in Guinea an einem Vorkommen von geschätzten 2,2 Milliarden Tonnen mit einer Laufzeit von 25 Jahren. Das Hauptziel der China Hongqiao Group war der Zugang zu neuen Bauxitvorkommen, um der wachsenden Nachfrage in China gerecht zu werden. Im März 2015 bestätigte die Gesellschaft, eine Übereinkunft bezüglich diverser Bergbau- und Hafeninvestitionen in Höhe von 120 Millionen USD getroffen zu haben, um die Entwicklung und den Export von Bauxit voranzubringen.
Nach Angaben von Hongqiao CEO Bo Zhang würden weitere Investitionen im Wert von 200 Millionen USD als Teil eines neuen Konsortiums mit dem Hafen von Yantai und der Bauxitmine in Boke fließen, um damit die Förderung von 10 Millionen Tonnen Bauxit bis zum Jahr 2017 ermöglichen.
Im November 2015 wurden 170 000 Tonnen Bauxit von Yantai aus nach China verschifft. Im März 2016 gab China Hongqiao Group an, für das Gesamtjahr 2016 rund 15 Millionen Tonnen Bauxit zu exportieren. Für das Jahr 2017 werden 30 Millionen Tonnen anvisiert.

## Kritik

### Überkapazitäten
Trotz der Bemühungen der chinesischen Regierung, mithilfe von Reformen den Produktionsüberschuss in der heimischen Bauxitindustrie zu reduzieren, kündigte Hongqiao im März an, die Produktion bis zum Ende des Jahres 2016 nochmals um 16 % auf 6 Millionen Tonnen zu erhöhen. Nach einer Einschätzung von Peter Thomas, Vize-Präsident von Zaner Group LLC, einem Metall-Makler mit Sitz in Chicago, wird dies einen Aluminiumpreisverfall von 1 bis 2 % nach sich ziehen.
Die Überkapazitäten in der chinesischen Industrie resultieren aus beabsichtigten Faktoren sowie z. B. billige Kredite und staatliche Subventionen, um die Produktionskosten der Unternehmen zu senken. Im Falle Hongqiaos ist das Unternehmenswachstum mit einer Aufnahme von Darlehen im Wert von mehr als 2,1 Milliarden USD im Jahr 2015 zu erklären.
Im August 2016 wies Hongqiao CEO Zhang Bo Ängste vor Überkapazitäten in der Aluminiumindustrie zurück und betonte stattdessen die Stabilität derselben.
Seit seiner Börsennotierung in 2011 erlebt das Unternehmen ein Rekordwachstum. Die Produktionskapazität von 1,1 Millionen Tonnen wurde seit dem Börsengang auf 5,2 Millionen Tonnen gesteigert (März 2016).

### Umweltbelange
Die Produktion von Aluminium ist sehr energieaufwändig. Dementsprechend sind Hongqiaos Aluminiumfabriken stark abhängig von durch Kohle erzeugten Strom. Durch den hohen Energieverbrauch verursachen Hongqiaos chinesische Produktionsanlagen einen CO2-Ausstoß von mehr als 100.000 kt pro Jahr. 2012 berichteten chinesische Journalisten über die sich verschlechternden Lebensbedingungen der Menschen in der Nähe der Fabriken. Als Hauptgründe wurden Luft- und Wasserverschmutzung angegeben. Obwohl die Firma im selben Jahr angab, Kohleasche zur Aluminiumproduktion zu verwenden, zeigten Satellitenbilder der Fabrik in Shandong eine große Menge Rotschlamm, ein giftiges Abfallprodukt des Bauxitproduktionsprozesses. Da die Herstellung von Aluminium aus Kohleasche sehr teuer ist, entschied sich das Unternehmen stattdessen für Bauxit. Giftige Abfälle wurden daraufhin in der Nähe von landwirtschaftlich genutzten Flächen gelagert, was zu Befürchtungen führte, dass alkalische Substanzen aus Eisenoxiden, Siliciumdioxid sowie Titanoxiden in die Atmosphäre freigesetzt werden könnten.
2016 wurde Hongqiao wegen des Betriebs nicht lizenzierter Schmelzöfen mit einer Kapazität von 2,000kt sowie der Missachtung chinesischer Emissionsstandards des Umweltbetrugs angeklagt.
Nachdem die Kommunistische Partei Chinas strengere Umweltauflagen verabschiedete, begann Hongqiao den Übergang zu erneuerbaren Energien zu realisieren und stellte den Betrieb der kleinsten und unsaubersten Elektrizitätswerke ein.
Im Oktober 2016 berichtete die South China Morning Post, dass Hongqiaos Aluminium-Hüttenkapazität in Binzhou gefährdet sei, nachdem die Stadt einen Produktionsstopp der dortigen Produktionslinien mit einer jährlichen Gesamtkapazität von 3,61 Millionen Tonnen angeordnet hatte. Wegen „Missachtung von Umweltschutzzulassungen vor Bau und Betrieb der Anlagen“ muss das Unternehmen neben Strafzahlungen auch mit der Schließung anderer Standorte rechnen. Gleichzeitig wurde der Bau einer Aluminiumhütte mit einer jährlichen Produktionskapazität von 1,32 Millionen Tonnen gestoppt, da zum wiederholten Male keine Umweltverträglichkeitsprüfung durchgeführt wurde. Hongqiao veröffentlichte keine offizielle Pressemitteilung, ließ aber verlauten, dass die Anschuldigungen der Regierung verstanden und zur Kenntnis genommen worden seien.

### Stromerzeugung
China Hongqiao Group hat als eines der ersten Unternehmen das sogenannte „Weiqiao-Modell“ übernommen, in dem Aluminiumanlagen durch selbst gebaute, kohlebetriebene Elektrizitätswerke unterstützt werden, die häufig nicht den Umweltregularien entsprechen. Inzwischen ist dieses Organisationsmodell in der chinesischen Aluminiumindustrie weit verbreitet.
Medien der KPC berichteten 2012, dass das Unternehmen durch die Erzeugung von billiger Elektrizität unabhängig vom nationalen Stromnetz die gesetzlichen Vorschriften zur Elektrizitätserzeugung verletze. Die Staatliche Kommission für Entwicklung und Reform deutete an, dass die von Hongqiao produzierte Elektrizität wesentlich zur Luftverschmutzung beiträgt, da, um die Produktionskosten zu senken, die Umweltschutz-Ausrüstung der Fabriken entfernt wurde. Hongqiao bestritt die wiederholten Vorwürfe der Regierung. 2015 schaltete der Konzern seine kleineren Elektrizitätswerke ab, um sein Engagement für saubere Aluminiumproduktion zu demonstrieren.

### Anonymer Bericht
Ein im November 2016 von einem anonymen Leerverkäufer veröffentlichter Bericht beschuldigte Hongqiao, einen Schuldenberg von 67,7 Mrd. RMB angehäuft, diesen hinter ungewöhnlich hohen Profitmargen verschleiert und somit die wahre Profitabilität des Unternehmens geschönt zu haben.
Ein weiterer Bericht von Emerson Analytics, der scheinbar die erhoben Vorwürfe bestätigte, veranlasste die Firma am 1. März 2017 dazu, ihren Aktienhandel zu suspendieren, nachdem der Aktienwert innerhalb von 30 Minuten um 8,3 % gefallen war. Am 21. März kündigte Hongqiao dann eine „mögliche Verzögerung“ in der Veröffentlichung des Jahresergebnisses sowie des Jahresberichts für das am 31. Dezember 2016 abgeschlossene Geschäftsjahr an, begründet mit Unstimmigkeiten, die vom Wirtschaftsprüfungsunternehmen Ernst & Young aufgezeigt worden waren. Am folgenden Tag wurde der Handel mit China Hongqiao-Aktien zum wiederholten Mal gestoppt.